# Camponotus wroughtonii
Camponotus wroughtonii é uma espécie de inseto do gênero Camponotus, pertencente à família Formicidae.